# Vladimir Akimov
Vladimir Ivanovitj Akimov (ryska: Владимир Иванович Акимов), född 20 juli 1953 i Moskva, död 5 oktober 1987 i Moskva, var en sovjetisk vattenpolospelare. Han tog OS-guld 1980 och VM-guld 1982 med Sovjetunionens landslag. Brodern Anatolij Akimov tog OS-guld 1972 med Sovjetunionens landslag.
Vladimir Akimov spelade åtta matcher och gjorde tre mål i den olympiska vattenpoloturneringen i Moskva. Två år efter OS-guldet på hemmaplan tog han VM-guld i samband med världsmästerskapen i simsport 1982 i Guayaquil i Ecuador.